# Trirhithrum
Trirhithrum este un gen de muște din familia Tephritidae.

## Specii[1]
- Trirhithrum albomaculatum
- Trirhithrum albonigrum
- Trirhithrum albopleurale
- Trirhithrum argenteocuneatum
- Trirhithrum argutum
- Trirhithrum basale
- Trirhithrum bicinctum
- Trirhithrum bimaculatum
- Trirhithrum brachypterum
- Trirhithrum coffeae
- Trirhithrum crescentis
- Trirhithrum culcasiae
- Trirhithrum demeyeri
- Trirhithrum dimorphum
- Trirhithrum divisum
- Trirhithrum ebenum
- Trirhithrum facetum
- Trirhithrum festivum
- Trirhithrum fraternum
- Trirhithrum gagatinum
- Trirhithrum homogeneum
- Trirhithrum inauratipes
- Trirhithrum inscriptum
- Trirhithrum iridescens
- Trirhithrum leonense
- Trirhithrum leucopsis
- Trirhithrum manganum
- Trirhithrum meladiscum
- Trirhithrum micans
- Trirhithrum nigerrimum
- Trirhithrum nigrum
- Trirhithrum nitidum
- Trirhithrum notandum
- Trirhithrum occipitale
- Trirhithrum ochriceps
- Trirhithrum overlaeti
- Trirhithrum psychotriae
- Trirhithrum quadrimaculatum
- Trirhithrum queritum
- Trirhithrum resplendens
- Trirhithrum scintillans
- Trirhithrum senex
- Trirhithrum stecki
- Trirhithrum stubbsi
- Trirhithrum teres
- Trirhithrum torina
- Trirhithrum transiens
- Trirhithrum validum
- Trirhithrum viride